# کونوواوه
کونوواوه (به لهستانی:  Konowały) یک روستا در لهستان است که در گمینا خوروشچ واقع شده‌است.
 کونوواوه  ۱۳۰ نفر جمعیت دارد.